# Hopea gregaria
Hopea gregaria là một loài thực vật họ Dầu. Nó là loài đặc hữu của Indonesia.

## Hình ảnh

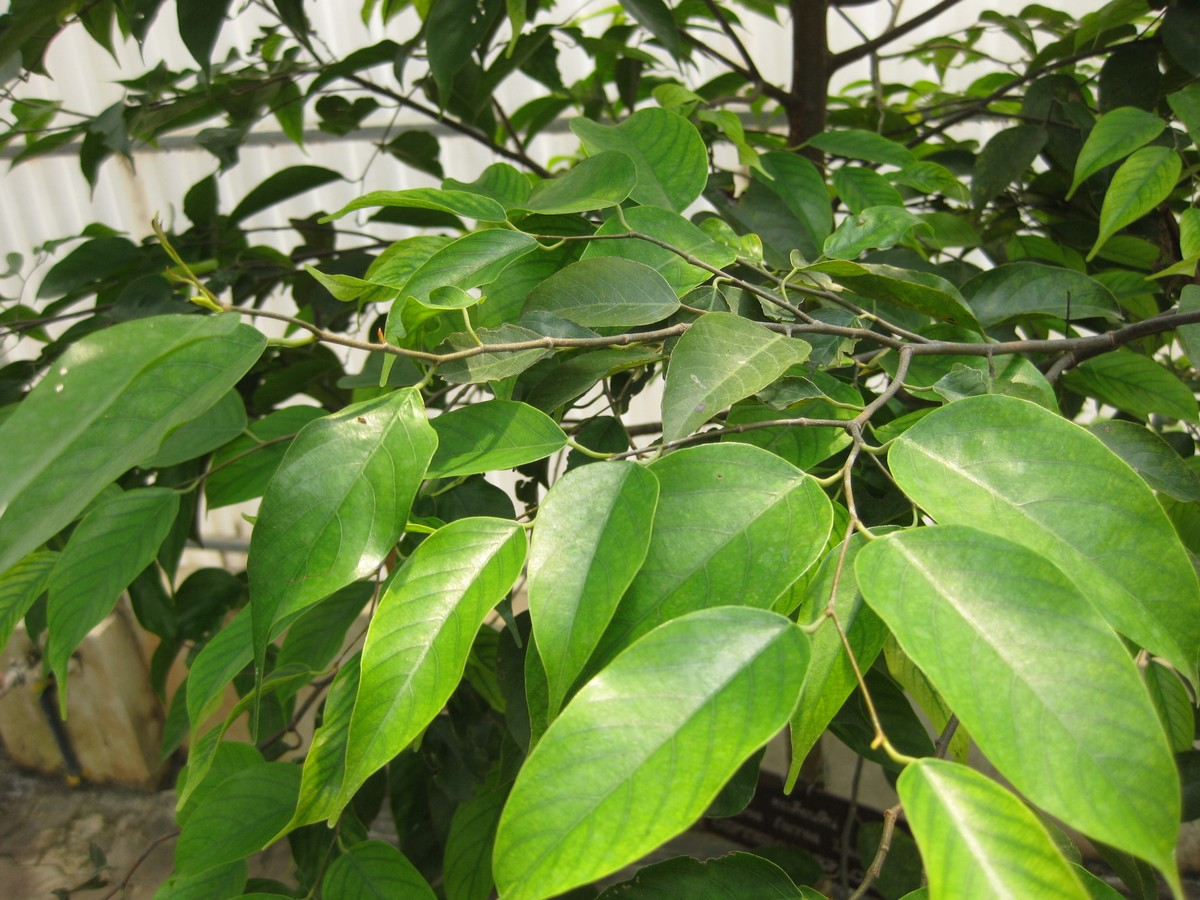
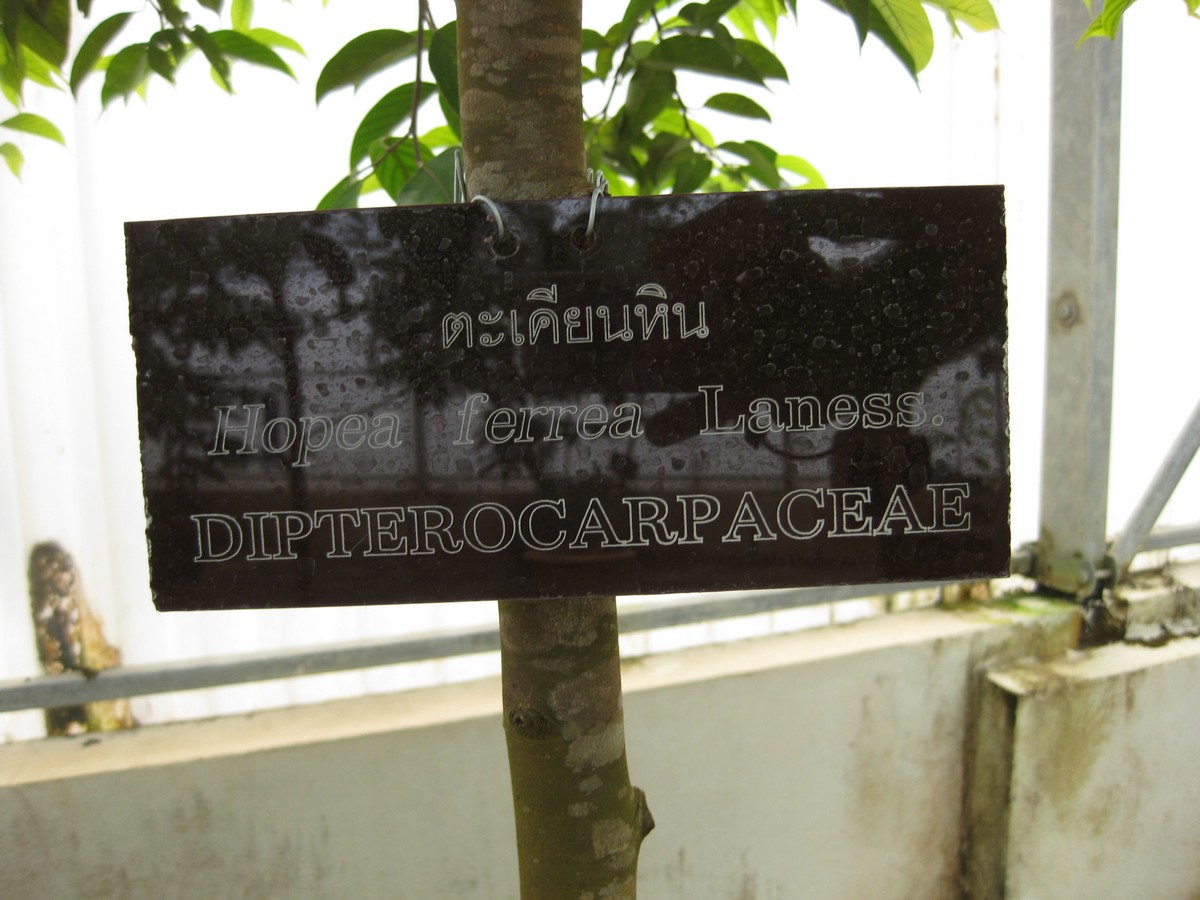
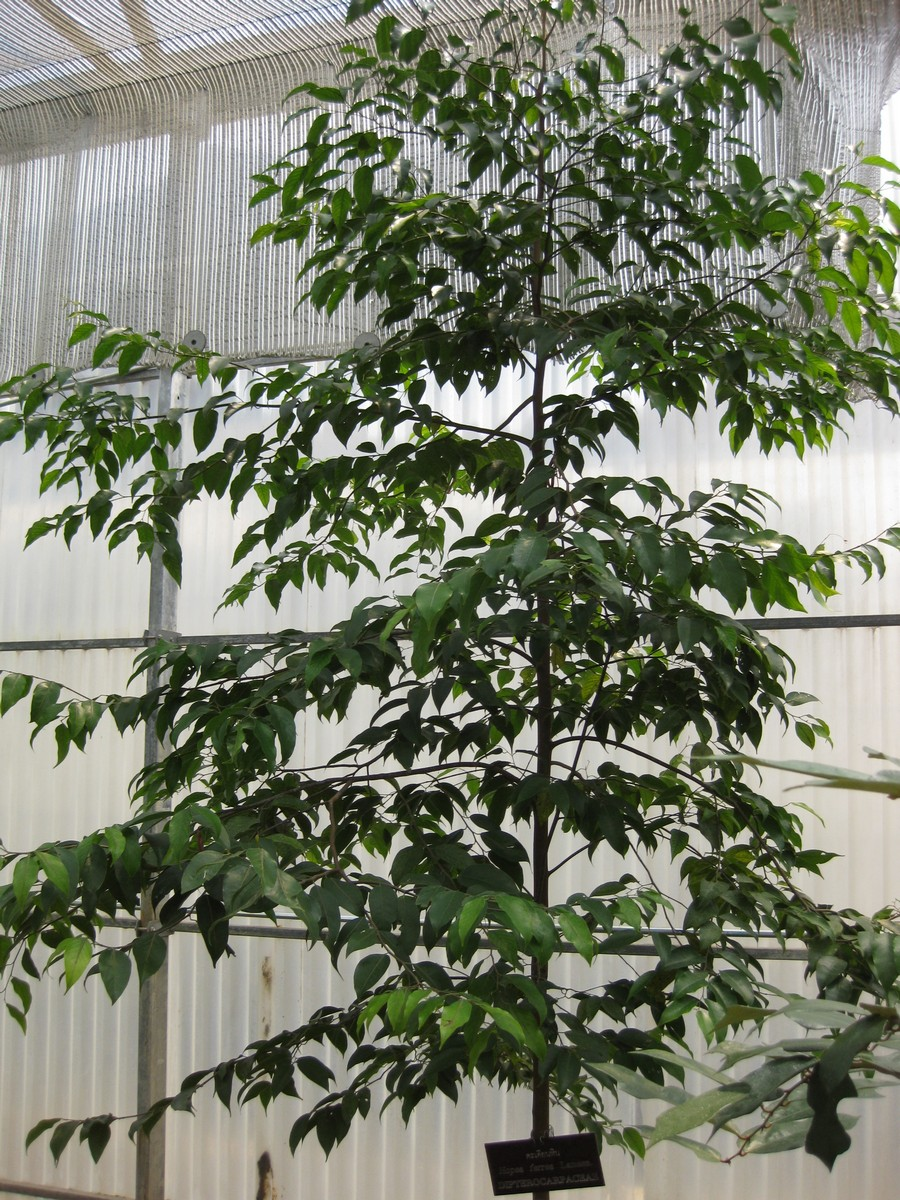
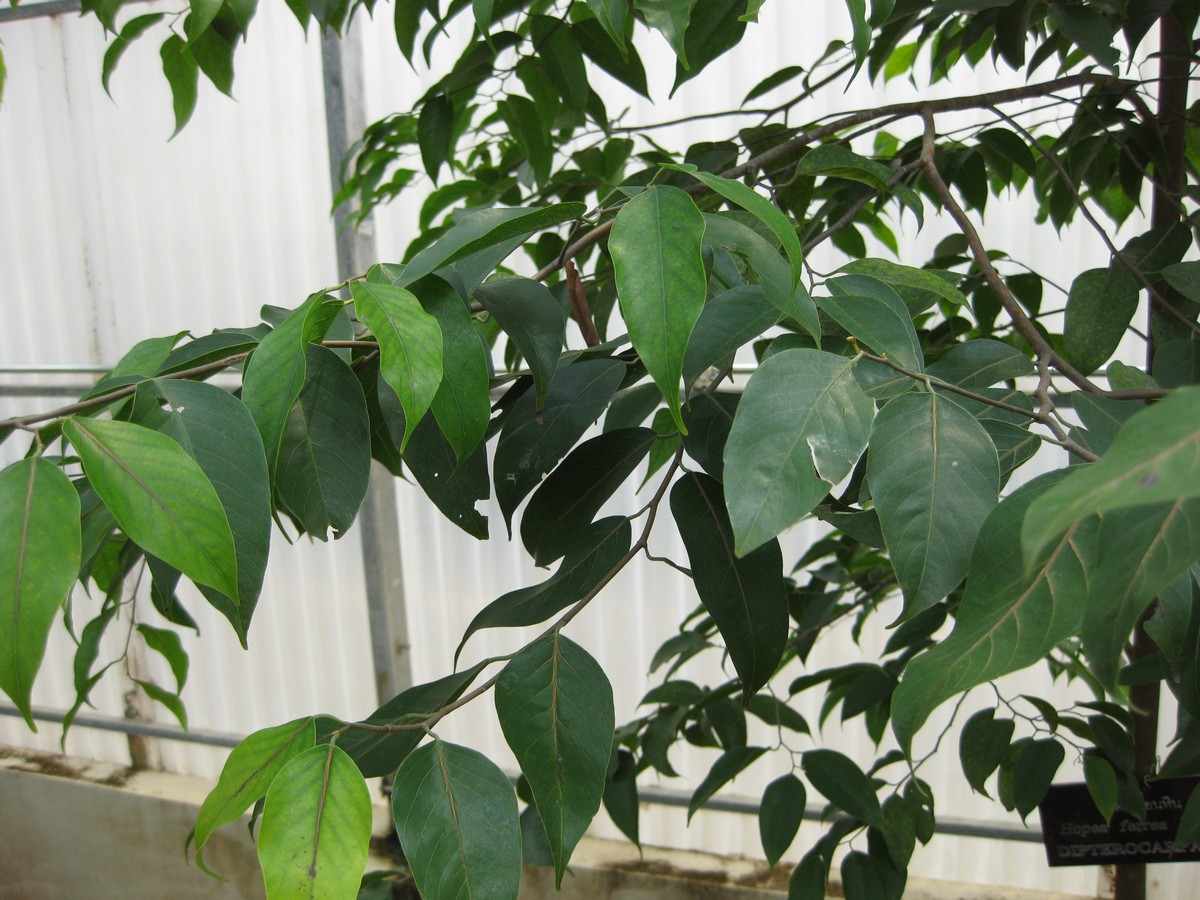